# Toxicofera
Toxicofera (dal latino "coloro che portano tossine") è un clade di rettili squamati che include Serpentes (serpenti), Anguimorpha (varani, mostro di Gila e lucertole alligatore) e Iguania (iguane, agame e camaleonti). Toxicofera conta circa 4600 specie, quasi il 60% degli squamati esistenti. Questo clade comprende tutte le specie di rettili velenosi, oltre a numerose specie affini non velenose. Ci sono poche evidenze morfologiche che supportano questo raggruppamento, tuttavia varie prove sono state fornite dalle recenti analisi molecolari.

## Classificazione
Il clade Toxicofera comprende i seguenti gruppi della classificazione tradizionale:
- Sottordine Serpentes (serpenti)
- Sottordine Iguania (iguane, agamidi, camaleonti, etc.)
- Infraordine Anguimorpha, che comprende:
  - Famiglia Varanidae (varani)
  - Famiglia Anguidae (lucertole alligatore, lucertole di vetro, etc.)
  - Famiglia Helodermatidae (mostro di Gila ed eloderma orrido)
  - Famiglia Shinisauridae (lucertola coccodrillo cinese)
  - Famiglia Xenosauridae (xenosauridi)

La relazione tra questi gruppi esistenti e un paio di taxa estinti sono mostrati nel seguente cladogramma, che si basa su Reeder et al. (2015; Fig. 1).
|  | Serpentes   |
|  |             |
|  | †Mosasauria |
|  |             |

|  | Anguimorpha                                                     |
|  |                                                                 |
|  | \| \| †Polyglyphanodontia \| \| \| \| \| \| Iguania \| \| \| \| |
|  |                                                                 |
|  | †Polyglyphanodontia                                             |
|  |                                                                 |
|  | Iguania                                                         |
|  |                                                                 |

|  | †Polyglyphanodontia |
|  |                     |
|  | Iguania             |
|  |                     |

|  | Serpentes   |
|  |             |
|  | †Mosasauria |
|  |             |

|  | Anguimorpha                                                     |
|  |                                                                 |
|  | \| \| †Polyglyphanodontia \| \| \| \| \| \| Iguania \| \| \| \| |
|  |                                                                 |
|  | †Polyglyphanodontia                                             |
|  |                                                                 |
|  | Iguania                                                         |
|  |                                                                 |

|  | †Polyglyphanodontia |
|  |                     |
|  | Iguania             |
|  |                     |

Accanto a questi gruppi, Mosasauria, un gruppo estinto che include grandi rettili marini noti principalmente dal Cretaceo superiore, è stato inserito come parte del gruppo. Si è spesso supposto che i mosasauri siano più strettamente imparentati con i serpenti, con il gruppo contenente i due soprannominati Pythonomorpha, tuttavia, altri studi hanno messo in dubbio questa ipotesi, scoprendo che i parenti più stretti dei mosasauri sono i membri di Varanoidea. Polyglyphanodontia, un gruppo di lucertole erbivore estinte note dal Cretaceo, è stato anch'esso inserito come parte di questo gruppo in alcuni studi come gruppo gemello di Iguania, sebbene altri studi abbiano invece suggerito che siano più strettamente imparentati con i Teiioidea e quindi collocati al di fuori di Toxicofera.

## Veleno
Storicamente il veleno negli squamati è stato considerato una rarità; mentre nei Serpentes la sua presenza è sempre stata nota fin dall'antichità, la percentuale effettiva di specie di serpenti considerati velenosi è relativamente bassa (attorno al 25%). Delle circa 3000 specie di serpenti appartenenti alla superfamiglia Xenophidia (Caenophidia), solo le specie con denti posti anteriormente (circa 650) sono considerate velenose per definizione. Con la classificazione degli Helodermatidae nel XIX secolo, è stato pensato che il loro veleno si fosse evoluto in modo indipendente. Nei serpenti, la ghiandola del veleno è nella mascella superiore, ma negli elodermatidi si trova nella mandibola. Inoltre il sistema di inoculo del veleno degli anguimorfi è molto meno sofisticato rispetto alle zanne mobili canalicolate dei serpenti velenosi. 
Nel 2003 è stato pubblicato uno studio che descrive la presenza di veleno in varie sottofamiglie di serpenti in precedenza ritenuti privi di esso. Secondo ulteriori studi, quasi tutti i serpenti "non velenosi" producono veleno in una certa misura, il che suggerisce un'unica e ancora più antica origine del veleno in Serpentes di quella che era stata considerata fino ad allora. Al riguardo, Fry afferma:

 In precedenza si credeva che alcuni serpenti non velenosi avessero solo una 'saliva lievemente tossica'. Ma questi risultati suggeriscono che in realtà questi possiedono veleni veri. Abbiamo anche isolato da un colubride (Coelognathus radiatus, precedentemente noto come Elaphe radiata), un serpente comune nei negozi di animali, una neurotossina tipica del cobra, comparabile come potenza alle tossine che si trovano nei parenti stretti del cobra. Questi serpenti hanno in genere piccole quantità di veleno e mancano di zanne anteriori, ma sono ancora in grado di espellere il loro veleno attraverso i numerosi denti aguzzi. Ma non tutti questi serpenti sono pericolosi. Ciò significa, tuttavia, che abbiamo bisogno di rivalutare il pericolo relativo ai serpenti non velenosi. 

Ciò ha indotto ulteriori ricerche, che hanno portato alla scoperta del veleno (e dei geni del veleno) in specie appartenenti a gruppi nei quali in precedenza non ne era nota la produzione, ad esempio, in Iguania (in particolare Pogona barbata dalla famiglia Agamidae) e Varanidae (da Varanus varius). Si pensa che questo sia stato il risultato della discendenza da un comune antenato squamato e velenoso, con un apparato di ghiandole sierose piuttosto semplice, dal quale Iguania e altri squamati si sono separati quando questo sistema era ancora in fase di sviluppo, ipotesi basata sulla scarsa importanza funzionale ed ecologica del veleno in questo infraordine. Gli studi sulle tossine in Iguania sono però molto limitati.
Quando all’inizio è stata proposta alla comunità scientifica, l'intera ipotesi è stata formulata semplicemente come "il clade velenoso". Questo includeva gli Anguidae per motivi filogenetici e ha adottato un nome suggerito in precedenza: Toxicofera.
È stato stimato che le specie ancestrali comuni, che per prime hanno sviluppato il veleno nei rettili, siano vissute circa 170 milioni di anni fa nel Giurassico. I veleni probabilmente si sono evoluti dopo che i geni normalmente attivi in vari tessuti del corpo e codificanti proteine coinvolte in processi regolatori, si sono duplicati e le copie sono state reclutate in un nuovo uso nelle ghiandole salivari.
La recente scoperta di diversità nelle specie di squamati che producono veleno è un tesoro per tutti coloro che cercano di sviluppare nuovi farmaci; molti di questi veleni, ad esempio, abbassano la pressione sanguigna.

### Critiche
Altri scienziati, come il biologo Kenneth V. Kardong e i tossicologi Scott A. Weinstein e Tamara L. Smith dell'Università di Washington, hanno dichiarato che la denuncia di ghiandole velenifere trovate in molti di questi animali "ha avuto l'effetto di sottovalutare la varietà di ruoli complessi svolti dalle secrezioni orali nella biologia dei rettili, di produrre una visione molto ristretta di queste e di portare ad interpretazioni scorrette dell’evoluzione dei rettili". Secondo questi scienziati "le secrezioni orali dei rettili contribuiscono a vari ruoli biologici, diversi dall’esclusiva uccisione rapida della preda". Questi ricercatori hanno concluso che, "chiamare tutti gli organismi di questo clado velenosi implica un potenziale pericolo che non esiste, induce in errore nella valutazione dei rischi medici e confonde la valutazione biologica dei sistemi biochimici degli squamati".